# Россфорд (Огайо)
Россфорд (англ. Rossford) — місто (англ. city) в США, в окрузі Вуд штату Огайо. Населення — 6299 осіб (2020).

## Географія
Россфорд розташований за координатами 41°35′52″ пн. ш. 83°33′22″ зх. д. / 41.59778° пн. ш. 83.55611° зх. д. (41.597890, -83.556237).  За даними Бюро перепису населення США в 2010 році місто мало площу 13,79 км², з яких 13,00 км² — суходіл та 0,79 км² — водойми.

## Демографія
Згідно з переписом 2010 року, у місті мешкали 6293 особи в 2568 домогосподарствах у складі 1705 родин. Густота населення становила 456 осіб/км².  Було 2800 помешкань (203/км²).
Расовий склад населення:
| - 94,8 % — білих - 1,7 % — чорних або афроамериканців - 0,9 % — азіатів - 0,4 % — корінних американців |

До двох чи більше рас належало 1,4 %. Частка іспаномовних становила 3,5 % від усіх жителів.
За віковим діапазоном населення розподілялося таким чином: 23,6 % — особи молодші 18 років, 63,1 % — особи у віці 18—64 років, 13,3 % — особи у віці 65 років та старші. Медіана віку мешканця становила 39,1 року. На 100 осіб жіночої статі у місті припадало 97,2 чоловіків;  на 100 жінок у віці від 18 років та старших — 92,9 чоловіків також старших 18 років.
Середній дохід на одне домашнє господарство  становив 65 868 доларів США (медіана — 56 024), а середній дохід на одну сім'ю — 77 686 доларів (медіана — 66 833). Медіана доходів становила 48 726 доларів для чоловіків та 42 037 доларів для жінок. За межею бідності перебувало 7,8 % осіб, у тому числі 6,4 % дітей у віці до 18 років та 2,1 % осіб у віці 65 років та старших.
Цивільне працевлаштоване населення становило 3558 осіб. Основні галузі зайнятості: освіта, охорона здоров'я та соціальна допомога — 27,7 %, виробництво — 15,0 %, роздрібна торгівля — 13,5 %.